# 寂寞的十七歲 (小說)
《寂寞的十七歲》是白先勇的早期的短篇小说，於1961年發表於刊《現代文學》第十一期。描述一個學業無成、孤獨寂寞的十七歲青年之遭遇，道出青春期青少年心裡的空虛寂寞。這篇小說後來收集於1976年台北遠景出版社出版的《寂寞的十七歲》小說集內。

## 內容簡介
故事主角楊雲峰是一位十七歲的少年。他身材高䠷，因為有一身特別白的皮膚和一個娃娃臉，被同學稱呼為「楊雲峰小姐」「楊雲峰妹妹」。
雲峰在四兄弟中排行第三，兄弟們都是學業成績優異：大哥是陸軍官校畢業後獲保送美國西點，二哥諗化學碩士，四弟在中學年年考第一。但他卻是一事無成，學業、體育、人際關係都表現差勁，令父母兄弟失望。
雲峰擅長說謊，可以不加思考、隨口而出的扯謊和吹牛，原因是怕人家瞧不起。悶得慌時，他會寄信給自己，亦會打空電話，自言自語的拿著聽筒說個多小時，亦會在電話裡稱讚自己多麼優異。
因為校長是楊父舊同學，雲峰憑關係入了南光中學，在學校裡獨來獨往，空閒時會躲在教室裡面看小說。同學們對他百般嘲笑與捉弄，和他談得攏的只有班長魏伯颺一個，但因他倆的行為親近，同學都叫他做班長的姨太太，之後兩人漸行漸遠，往來漸少。
一次遇然機會，雲峰和女同學唐愛麗在教室獨處，唐愛麗強吻了他的嘴，再有進一步親密行為時，他嚇得逃跑了。之後，雲峰寫了一封道歉信給唐愛麗。但愛麗將道歉信公開，使他受到同學的恥笑，他因而沒有參加大考。
雲峰因為缺席大考，引致父親大動肝火，他於是暫時離家外出，誤闖「新公園」，遇到一位中年男子，發生曖昧的行為。

## 小說人物
| 人物   | 簡介                                                       |
| 楊雲峰 | 小說主角本人，17歲。                                       |
| 魏伯颺 | 中學同學，班長，楊雲峰的唯一好友，不愛講話。               |
| 李津明 | 中學同學，考第一，剃了和尚頭。                             |
| 謝西寧 | 中學同學，不良於行。                                       |
| 高強   | 中學同學，體育健將，擅長單槓。                             |
| 杜志新 | 中學同學，因為笑楊雲峰是「班長的姨太太」而被班長揍了一頓。 |
| 唐愛麗 | 中學女同學。                                               |
| 杜志新 | 中學同學，和唐愛麗約會。                                   |
| 吳老師 | 楊雲峰小學六年級的女國文老師，唯一瞧得起楊的老師。         |
| 余三角   | 中學數學老師。                                             |
| 王老虎 | 中學女英文老師。                                           |
| 賴老師 | 中學體育老師。                                             |